# Ostragehege

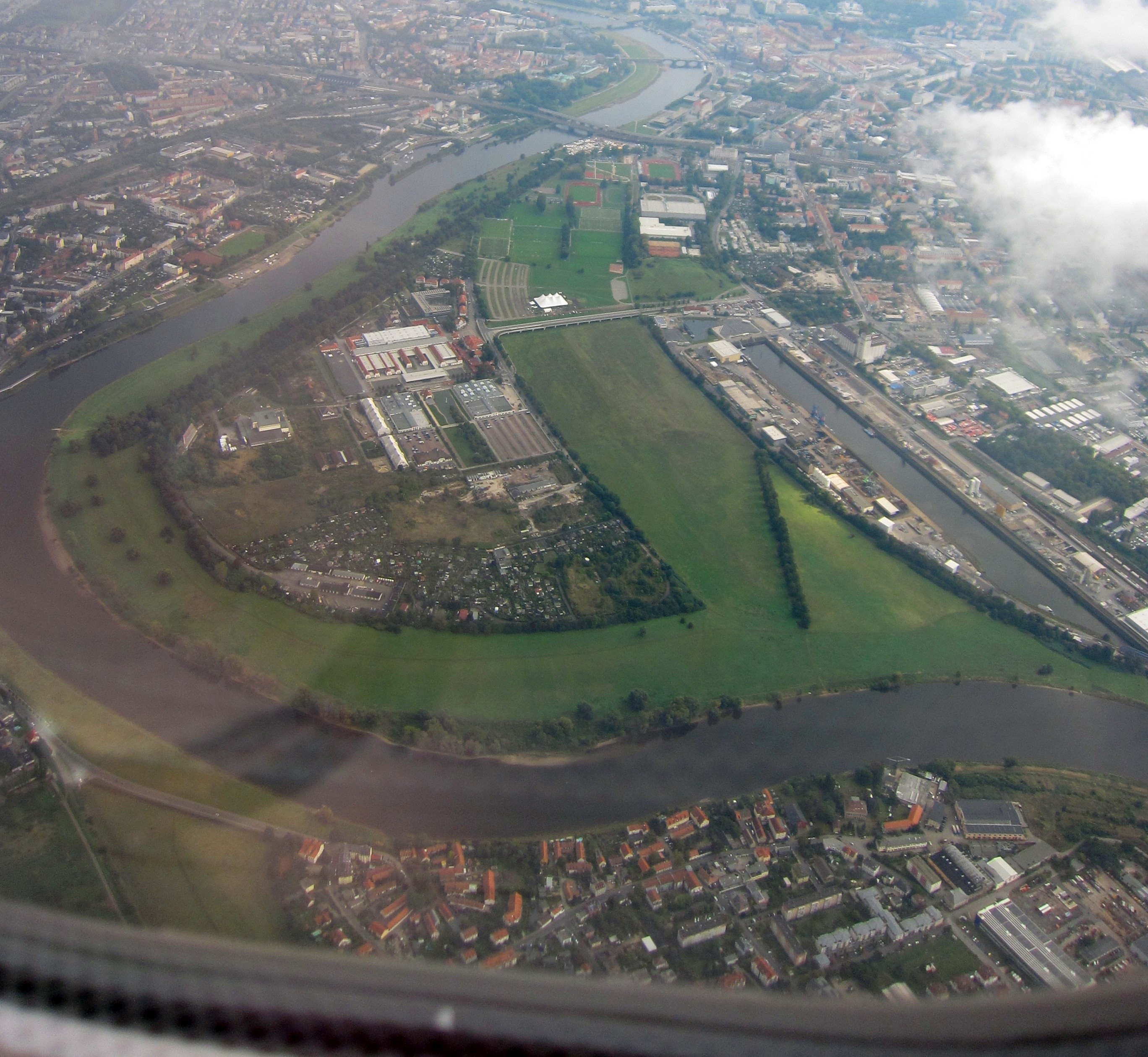
Die Ostrainsel

Das Ostragehege ist ein innerstädtischer Landschaftsraum Dresdens im Westen des Stadtbezirks Altstadt und gehört weitestgehend zum Stadtteil Friedrichstadt. Es besteht aus dem Großen und dem Kleinen Ostragehege. Eigentlich Teil einer breiten Auenlandschaft der Elbe, wurde es durch Hans Erlwein Anfang des 20. Jahrhunderts zur Bebauung erschlossen. Benannt ist das Ostragehege nach dem Dorf Ostra, das 1206 erstmals erwähnt wurde. Der aus dem Sorbischen stammende Name Ostra bedeutet „Insel“ und trifft damit begrifflich den Charakter des Geheges gut, obwohl das ehemalige Dorf an Stelle der heutigen Friedrichstadt lag.

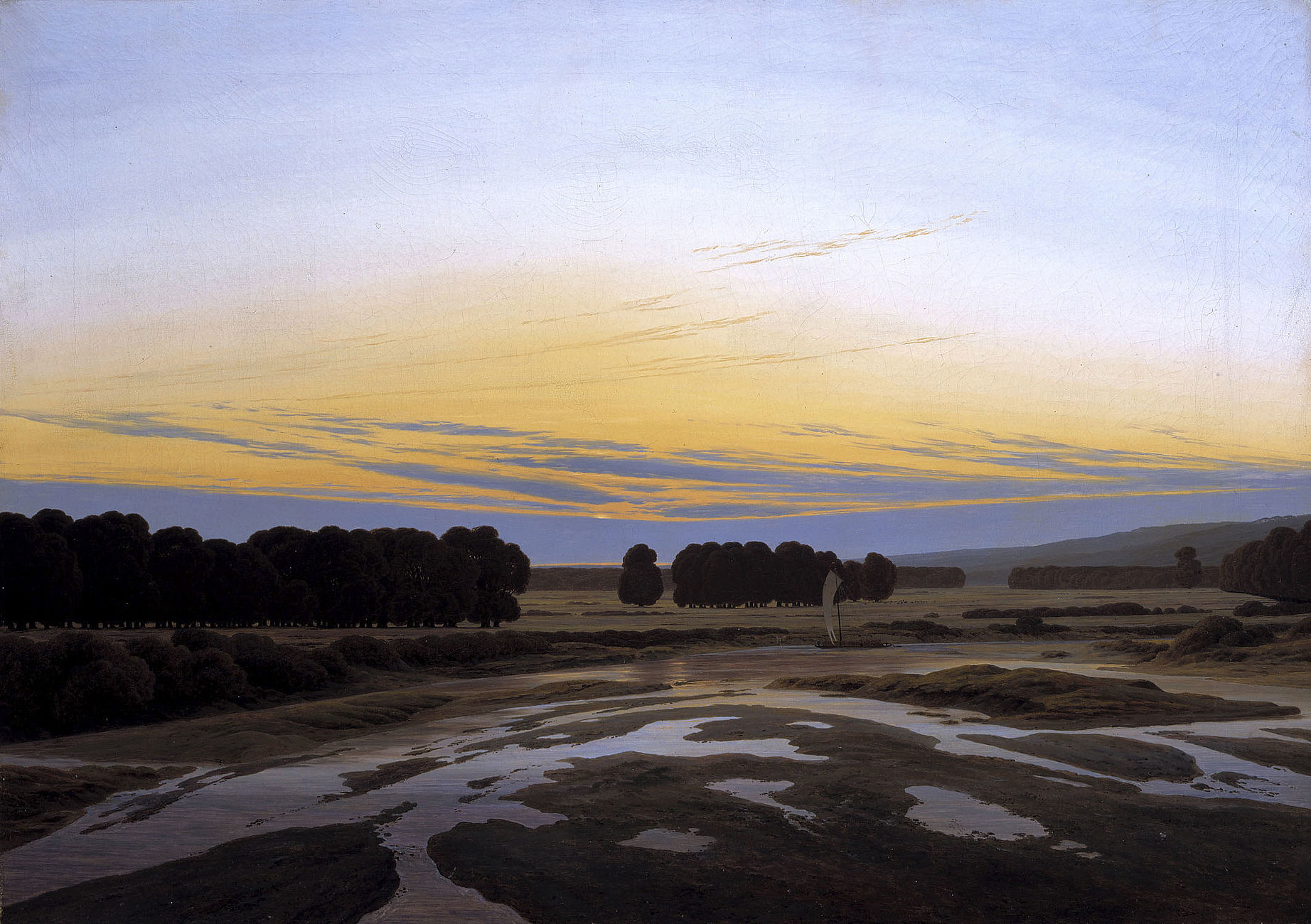
Caspar David Friedrich: Das Große Gehege (Ostragehege)
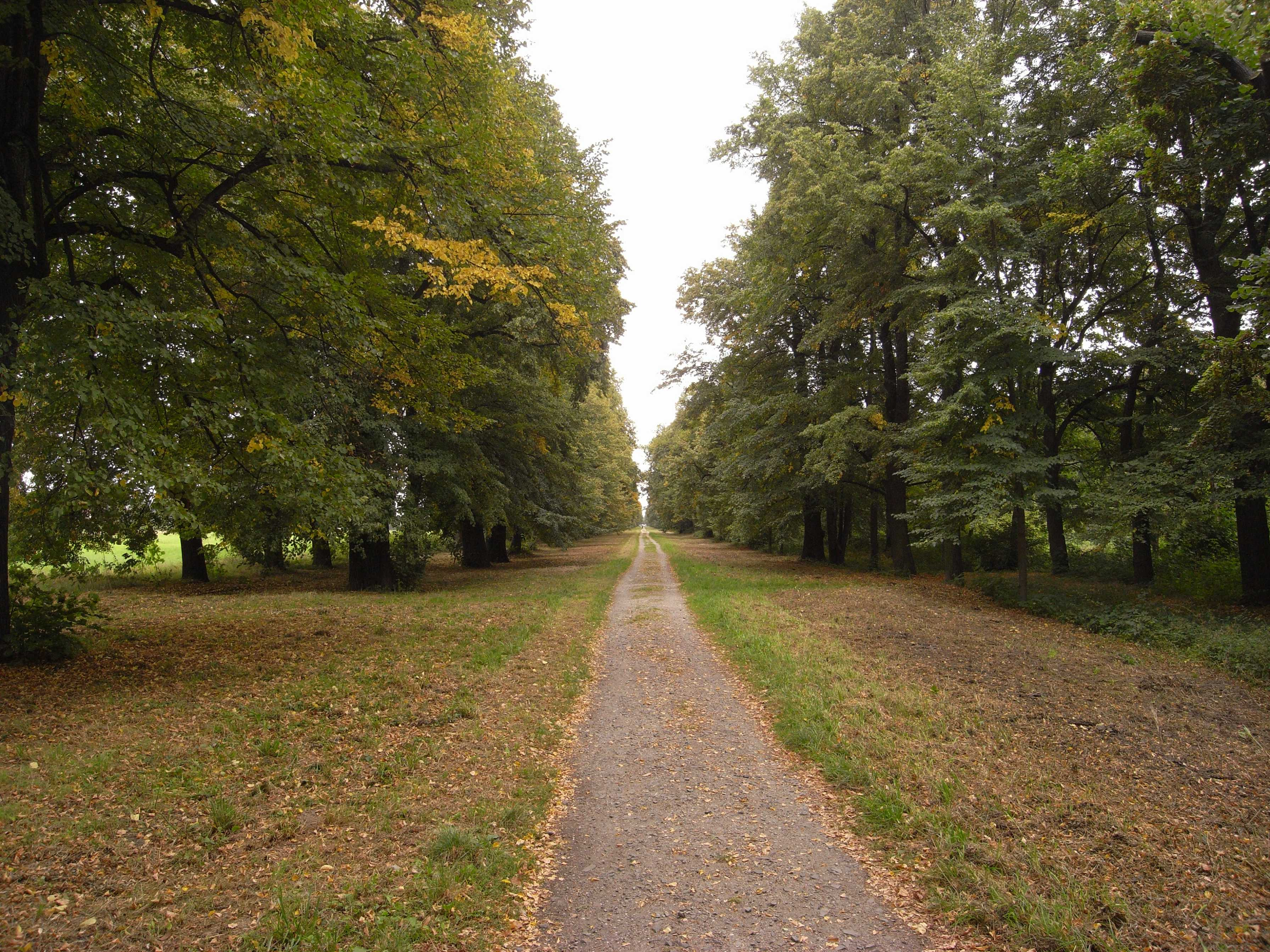
Die Pieschner Allee mit alten Linden
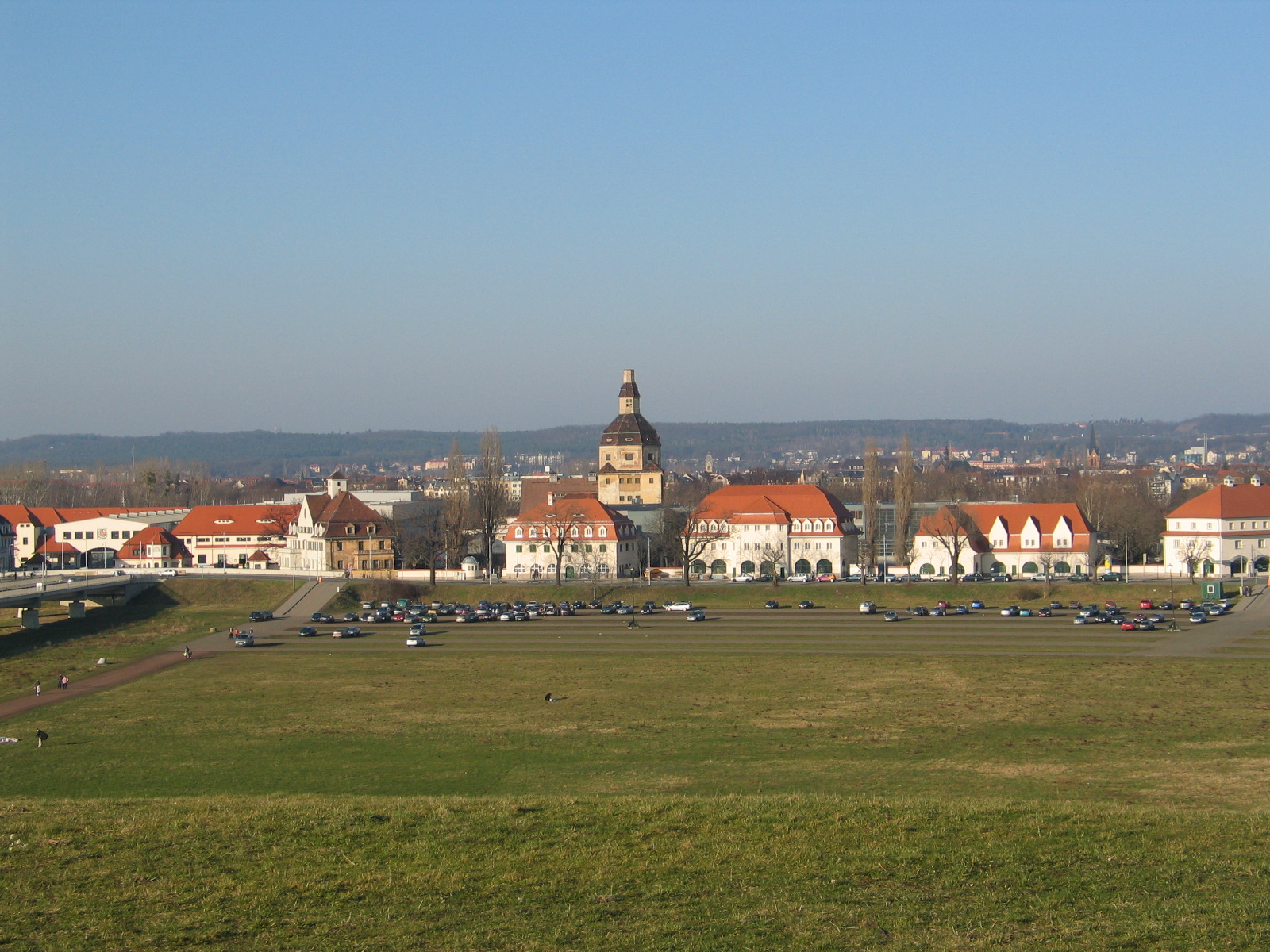
Ostragehege mit Erlweinschem Vieh- und Schlachthof
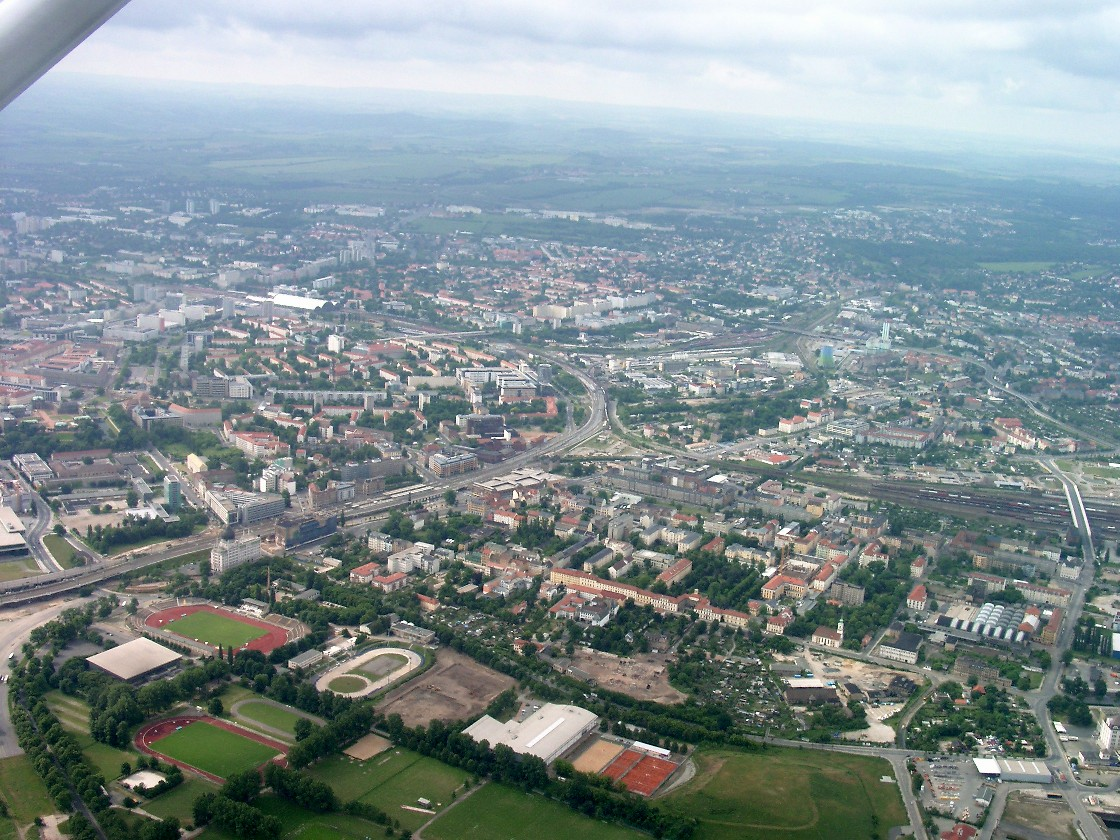
Die Sportanlagen am südöstlichen Ende

## Lage
Das Ostragehege beginnt im Osten an der Marienbrücke und wird fast im Halbkreis im Norden durch die Elbe begrenzt. Im Süden liegt die Friedrichstadt. Im Westen und Süden endet das Ostragehege am größten Hafen Dresdens, dem Alberthafen Dresden-Friedrichstadt.
Ursprünglich ist dieser Landschaftsraum größer gewesen und erstreckte sich mit dem Kleinen Ostragehege bis fast an den ehemaligen Königlichen Marstall heran. In das Areal vom Kleinen Ostragehege fällt auch der ehemalige Maximiliansgarten, der zum Prinz-Max-Palais gehörte. Auf seinem elbnahen Teil befindet sich heute das Kongresszentrum.
Vor den Stadterweiterungen im 19. Jahrhundert war dieses Gebiet von einer teilweise bewaldeten Feuchtwiesenlandschaft geprägt. Weil sich die Weißeritz früher flussaufwärts vom Hauptbereich des Ostrageheges (gegenüber dem Neustädter Hafen) in die Elbe ergoss und auf diese Weise einen großen Schwemmlandfächer erzeugte, war dieses Areal lange eine permanente Feucht- und Überschwemmungszone. Durch anthropogene Einflüsse, wie die Verlegung des Weißeritzlaufes, Drainagen, großflächige Aufschüttungen, Elbuferausbau und Bebauungen sowie die Errichtung des Elbhafens haben sich die hydrologischen Verhältnisse und Elbuferzonen erheblich verändert.
Die Friedrichstadt, die sich als Vorstadt während der Industrialisierung stark entwickelte, grenzte das Ostragehege im Süden mehr und mehr ein.
Das Ostragehege liegt in der Kernzone des ehemaligen Weltkulturerbes Dresdner Elbtal und definiert über seine Breite eine der breitesten Stellen der gesamten Kulturlandschaft.

## Geschichte

### Frühe Entwicklungen

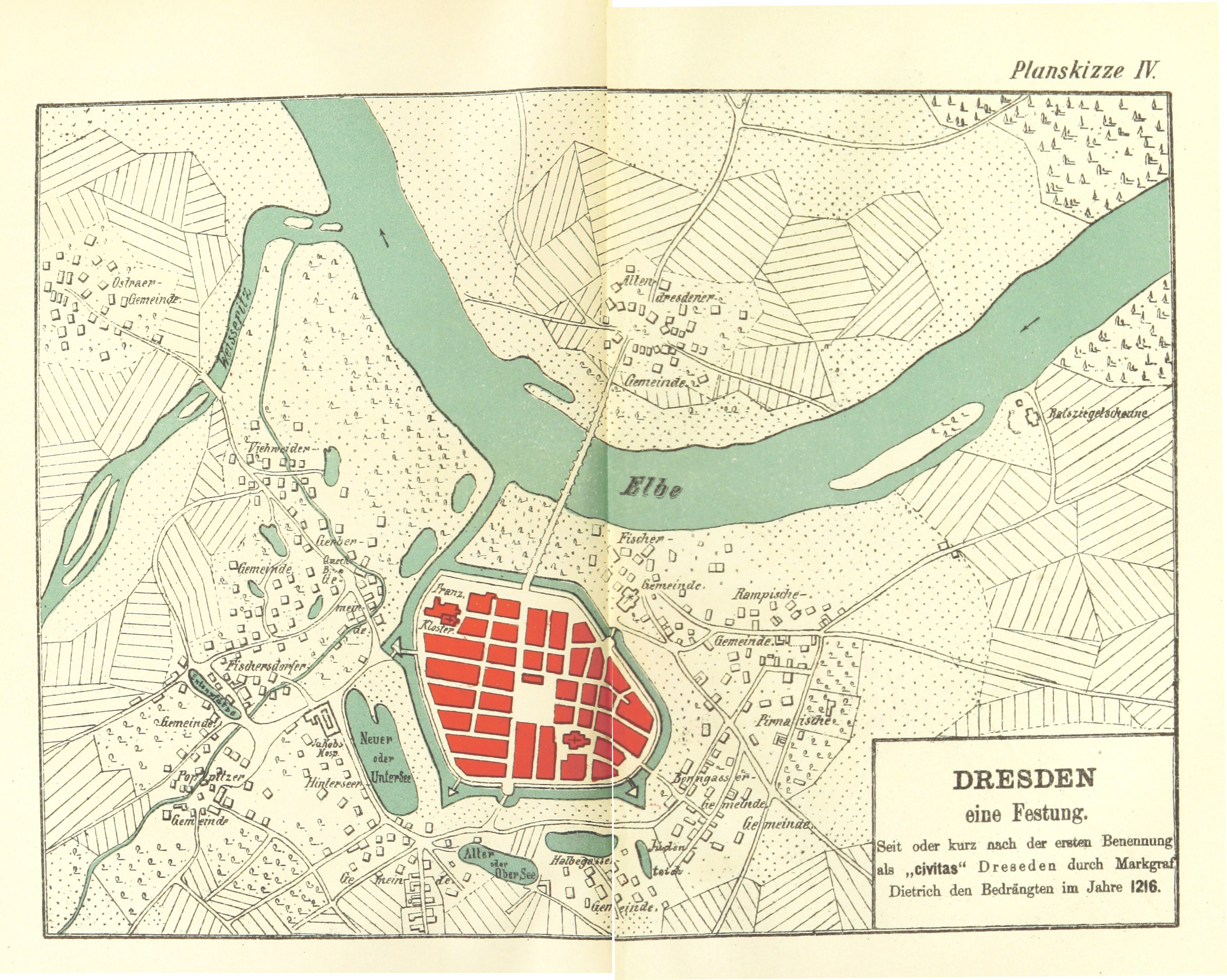
Lage des Dorfes Ostra vor der Stadtmauer (ca. 1216)

Die urkundliche Ersterwähnung Dresdens von 1206 fällt mit der des Dorfes Ostra zusammen. In derselben Urkunde erwähnt man einen Herbord von Ostrov, der ein Gewährsmann für den Markgrafen von Meißen war. Das Dorf Ostrov (Ostra) gehörte zu dieser Zeit dem Bischof von Meißen. Seine vor Hochwasser sichere Lage machte es zu einer wichtigen Siedlung des bischöflichen Besitzes im Elbtal und dem linksseitig der Weißeritz gelegenen Areals. Seine nördlichen bis westlichen Felder und Wiesen waren ein Teil des heutigen Großen Ostrageheges.
Rechts der Weißeritz lag Klein-Ostra (Ostro minor), eine landwirtschaftliche Nutzfläche, die 1305 zur Unterhaltung einer kleinen Kapelle auf der alten Dresdner Elbbrücke gestiftet wurde. Im Jahr 1535 übernahm Georg von Komerstadt das Land und errichtete einen Hof. Kurfürst Moritz erwarb das Ostravorwerk am 29. Juli 1550 mit dem Vieh, den Einrichtungen zur Milchwirtschaft und weiterem Inventar. In den Folgejahren ließ er es mit erheblichen Aufwand ausbauen und kaufte von den Ostraer Bauern Land hinzu. Um 1550 nannte man das spätere Kleine Ostragehege den Baumgarten, was auf dessen Nutzung schließen lässt.

Plan des Dorfes Ostra im Jahre 1568

Die wirtschaftlichen Bestrebungen von Kurfürst August zur besseren Vorratswirtschaft seiner Festung Dresden veranlassten ihn zum Aufkauf des Vorwerks im Dorf Ostra. Dieses Anwesen übernahm er 1559 vom Meißner Bischof und schuf schrittweise einen landwirtschaftlichen Großbetrieb mit etwa 553 Hektar Gesamtfläche. Das Dorf Ostra löste man auf. Die bisher dort ansässigen Bauern erhielten auf der Fläche des säkularisierten Klostervorwerks Leubnitz und im Vorwerk Zschertnitz eine neue Existenzgrundlage. In Leubnitz entstand dadurch die dörfliche Siedlung Neuostra. Die Kurfürstin Anna erhielt 1563 das Vorwerk im Baumgarten (Klein-Ostra). An diesem plantagenartigen Gebiet entstand später, gegenüber von Der Herzogin Garten, ein Orangeriekomplex.
Zur Bewirtschaftung des neuen Kammergutes und seiner Flächen benötigte man eine große Zahl von Frondienstkräften. Zu deren Unterbringung existierte ab 1570 ein Frönerhof. Mit der wachsenden Personenzahl errichtete man 1613 einen neuen Hof an der Weißeritz, die spätere Schäferei. Die landwirtschaftlichen Aktivitäten im Ostragehege umfassten Milchwirtschaft, Geflügelhaltung, Obstbau, Imkerei und Biberzucht. Die landwirtschaftlichen Ambitionen Kurfürst Augusts hatten auch die Herausgabe des Künstlich Obst-Garten-Büchlein[s] zur Folge. Neben dem Gut in Ostra schuf er in Sachsen weitere Kammergüter. Sie bildeten zusammen, neben der gesetzlich verfügten Eingrenzung der Adelswillkür auf dem Land, den Kern seiner merkantilistischen Agrarpolitik. Mit seinem Berater Melchior von Ossa schuf der Kurfürst eine exakte Haushaltsführung auf den Kammergütern und vermied dadurch unnötige Steuerbelastungen seiner Untertanen. Diese straffe Wirtschaftsführung entwickelte sich zum Vorbild für landwirtschaftliche Unternehmungen anderer Eigentümer.
Im 17. und 18. Jahrhundert diente die von Sumpfwiesen, kleinen Werdern und Altarmen der Elbe, dem Weißeritzlauf und seinem Mühlgraben geprägte Landschaft im Westen des alten Dresdner Stadtkerns weiterhin für landwirtschaftliche Zwecke. Dabei handelte es sich um Obstbaumpflanzungen, einen Tiergarten und die Fasanerie des sächsischen Hofes. Das kurfürstliche Ostravorwerk am südwestlichen Rand des Geheges war mit dem Dorf Ostra hier lange Zeit die einzige Bebauung westlich der Weißeritz. Im Jahr 1670 begann Kurfürst Johann Georg II. den Plan einer Vorstadt in die Tat umzusetzen. Für dieses Projekt warb man um Siedler und Handwerker, der Erfolg blieb jedoch wegen Konkurrenzbedenken der Dresdner Innungen gering. Dieser Zeitpunkt stellt den Beginn der Friedrichstadt dar, die damals noch als Ostra bezeichnet wurde.
Es wird angenommen, dass die 1696 vorgenommene Einhegung eines Tiergartenareales vom Kammergut Ostra zur Benennung Großes Ostragehege führte. Das Ostragehege bildete mit dem 1676 als Jagdgelände angelegten Großen Garten eine spiegelbildliche Grünflächenumfassung des historischen Stadtkerns von Dresden. Beide Landschaftsräume haben eine annähernd gleiche Fläche.
In den 1740er Jahren legte man mit Baumpflanzungen auf der Ostra-Allee den Grundstein zu begrünten Promenadenstraßen in der sich langsam entwickelnden Vorstadt Friedrichstadt. Zeitgleich pflanzte man eine Allee parallel zur Weißeritz. Diese begann im Ostragehege unweit der Weißeritzmündung auf dem linken Ufer, führte zur Friedrichstädter Brücke weiter entlang der damaligen Wasserstraße (Weißeritzstraße) und endete weiter südlich am Löbtauer Schlag.

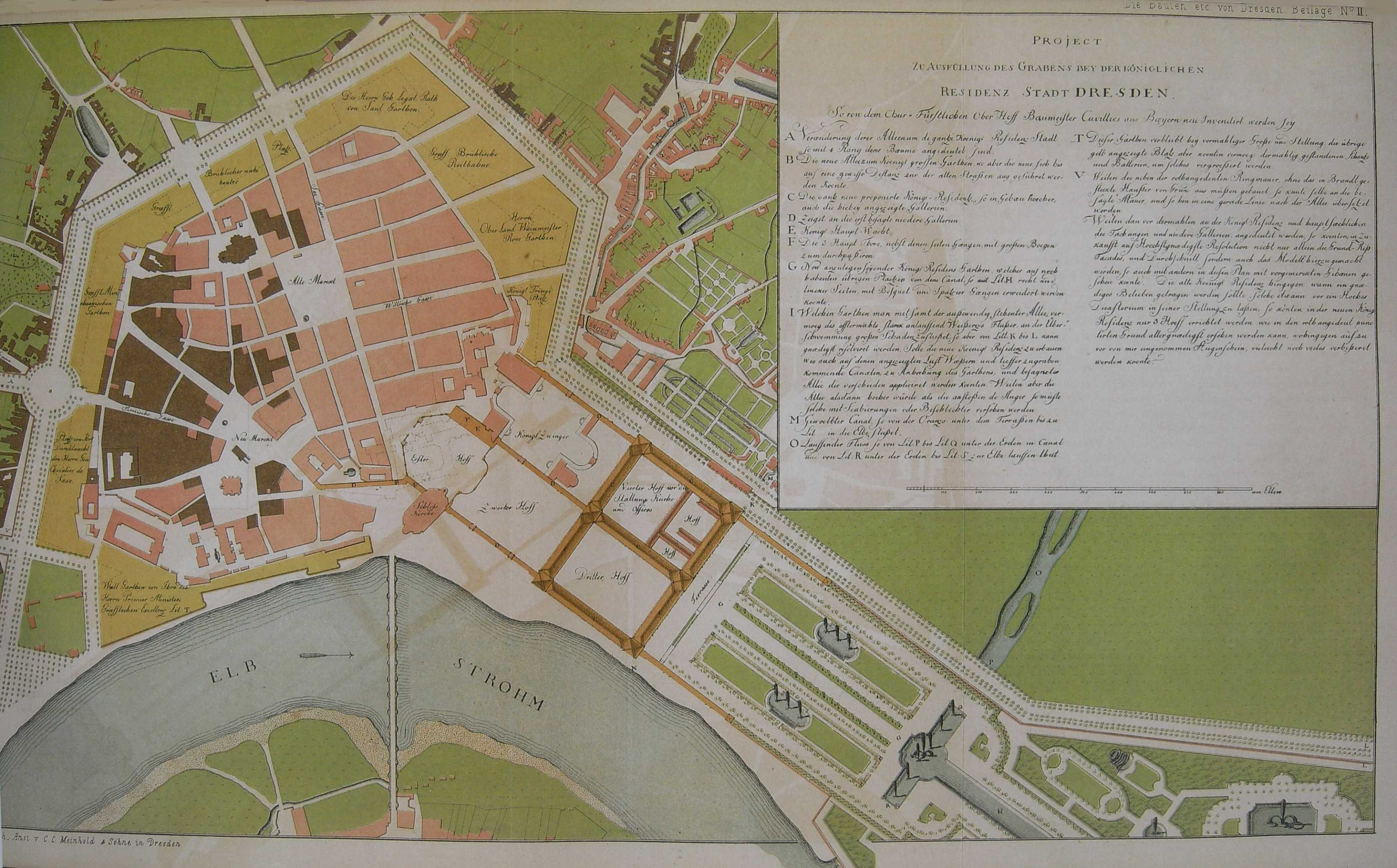
Plan von Cuvilliés zur Erweiterung des Zwingergartens

Die erste konzeptionelle Überlegung zur großflächigen gartenbaulichen Gestaltung im Großen Ostragehege ist aus dem Jahr 1761 überliefert, als Kurfürst Friedrich August II. den französischen Gartengestalter François de Cuvilliés mit einer Umgestaltung der Stadtbefestigung und der Anpflanzung von Alleen vor den Befestigungen beauftragte. Die Pläne sahen beispielsweise vor, mit dem Projekt einer neuen Schlossanlage westlich des Zwingers eine gartenbauliche Anlage bis zur Übigauer Allee im Ostragehege zu schaffen. Damit sollte eine Verbindung zum Schloss Übigau entstehen. Die Pläne zu dieser ausgedehnten barocken Parkgestaltung wurden nicht umgesetzt.

### Veränderungen im 19. Jahrhundert

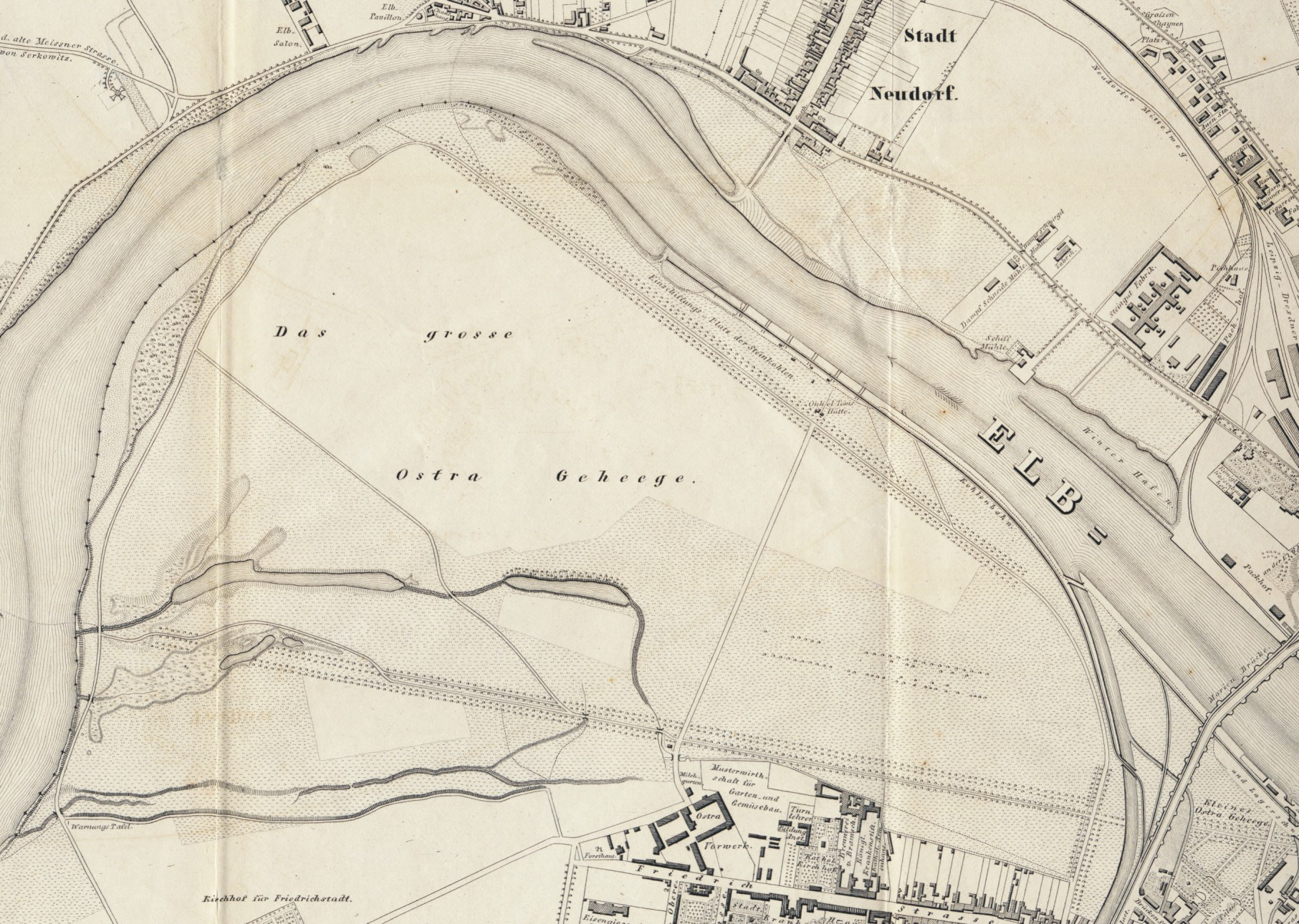
Das Ostragehege auf einer Stadtkarte von 1863

Die gewerblich-industrielle Nutzung des Ostrageheges hatte man bereits in der ersten Hälfte des 19. Jahrhunderts erwogen. Bereits 1842 zeichnete sich eine solche Entwicklung ab, da sich hier die Presshefe- und Spiritusfabrik Bramsch gründete. Zunächst blieb die Landschaft des Ostrageheges von gewerblich-industriellen Entwicklungen unberührt. Einen Vorschlag zur Errichtung eines Elbhafens diskutierten die verantwortlichen Stellen 1845, der Landtag lehnte dieses Ansinnen jedoch ab.
Nach dem Plan „Die Centralisation der Dresdner Bahnhöfe“ vom Finanzvermessungsbureau im kgl. Sächsischen Finanzministerium aus dem Jahr 1850 sollte westlich des Stadtkerns das Eisenbahnnetz für die bereits bestehenden Gewerbebetriebe zügig ausgebaut werden. Davon war vor allem das Kleine Ostragehege und der nordöstliche Teil vom Großen Ostragehege betroffen. Diese Planungen beeinflussten auch den etwa 50 Jahre später vorgenommenen Umbau des Fließgewässersystems in diesem Gebiet.
Im nordöstlichen Bereich des Großen Ostrageheges, nahe der Marienbrücke befindet sich die am 2. April 1856 eröffnete Elbstation zur Kohleverschiffung von der früheren Elbzweigbahn, die vom ursprünglichen Kohlebahnhof heranführte. Hier wurde Kohle aus der Döhlener Senke durch die Hähnichener Kohlezweigbahn zur Verladung auf Schiffe gebracht und andere Kohle aus dem böhmischen Hafen Bodenbach kommend umgeschlagen. Ein aufgestellter Kran diente zur Entladung von angelieferten Sandsteinwaren aus dem Elbsandsteingebirge. Weitere Umschlagsprodukte waren Bauholz, Eisenbahnschwellen, Roheisen und Korbweiden. Etwas später, am 1. März 1859, eröffnete man eine Gleisanlage zur „Elbkaistation“ im Kleinen Ostragehege, die vom Kohleentladeplatz unter der Marienbrücke hindurch führte. Hier befanden sich der Packhof und die Zollbehörden. Mit diesen Hafenanlagen entstanden massive Uferbefestigungen an der Elbe und das Ostragehege begann seinen ursprünglichen Charakter als Auenlandschaft zu verlieren.
Ausgelöst haben und erleichtert wurde dieser Elbstromausbau durch die Beschlüsse der Elbschiffahrts-Revisionscommission. Auf deren Tagung von 1870 in Prag war zur Sicherung der Schifffahrt im Elbstrom auch bei niedrigem Wasserstand eine Fahrtiefe von 84 cm festgelegt worden. Das erforderte die Beseitigung von Kies- und Sandbänken, einzelnen Felsen und Begradigungsarbeiten an Ufern. Auf der Höhe des Ostrageheges löste diese Vorgabe eine Umgestaltung der Flusslandschaft mit starken Eingriffen aus, die dem Ansinnen nach Bau von Wirtschaftshafenanlagen sehr erleichterte. Es war bekannt, dass die Elbe das mitgeführte Geröll in großen Mengen in ihrem Uferbereich von Dresden ablagerte. Deshalb hatte man zu dieser Zeit mehrere Dampfbaggerschiffe in Betrieb. Am Ostragehege komplizierte die Mündung der Weißeritz die Lage zusätzlich, da sie wegen ihrer gelegentlich reißenden Hochwassern mit starker Geröllführung eine erhebliche Gefährdung darstellte. Das Hochwasser von 1845 hinterließ besonders große Schäden.
Im Jahr 1878 legte die Stadt mit einem Ortsgesetz fest, in welchen Stadtteilen „Fabrikbezirke“ zulässlich waren. Das betraf vier Stadtteile Dresdens. Für die Friedrichstadt bestand ab diesem Zeitpunkt keine Beschränkung mehr und deshalb nahmen dort die industriellen Ansiedlungen ihren frühen Beginn. Die Entwicklung in der Wilsdruffer Vorstadt und der Friedrichstadt zum industriell-gewerblichen Quartier ließ man 1875 in Dresden konkrete Projektierungen zur Verlegung des Weißeritzlaufes vornehmen. Die Notwendigkeit dieses Eingriffes in den Flusslauf war aber bereits 1850 durch F. K. Preßler, dem Direktor des Finanzvermessungsbureaus bei der Konzipierung des Eisenbahnnetzes in der Stadt angeregt worden.
Als Gegenvorschlag zu den gewerblichen Nutzungsinteressen entstanden 1885 mehrere Entwürfe für einen Volksgarten. Dazu hatte die Stadt Dresden einen Wettbewerb ausgeschrieben. Den ersten Platz erhielt ein Entwurf aus Berlin. Einen anderen beachteten Planungsvorschlag reichte Carl Friedrich Seidel aus Dresden ein, der eine von sozialen Gesichtspunkten getragene Nutzungsstruktur mit Spielplätzen, Veranstaltungsflächen und Gastronomie vorsah. Diese Überlegungen wurden nicht umgesetzt.

### Verlegung der Weißeritz und der Bau des Alberthafens
Zur Verbesserung des Hochwasserschutzes verlegte man 1891 bis 1893 den Weißeritzlauf zu einer Mündung in die Elbe westlich des Ostrageheges. Im gleichen Zeitabschnitt führte man die Arbeiten zur Errichtung der Friedrichstädter Flutrinne durch. Der anfallende Aushub wurde für den parallel laufenden Hafenbau, den Rangierberg in Friedrichstadt und teilweise zur Erhöhung des Geländes im Ostragehege benutzt.
Am 21. Juni 1891 begannen die Arbeiten für den Alberthafen. Dazu hatte man ein Areal ausgewählt, das sich am westlichen Ende des Großen Ostrageheges befand und durch seine natürlichen Verhältnisse von kleinen Wasserflächen und Wasserläufen geprägt war. Die Arbeiten fanden mit der Einweihung des König-Albert-Hafens am 1. November 1895 ihren Abschluss. In diesem Zusammenhang führte man vom Westen ein Anschlussgleis der Eisenbahn heran. Durch den Hafenbau verlor das Ostragehege einen großen Teil seiner Übigauer Allee.

### Das Ostragehege im 20. Jahrhundert
Im Jahr 1900 entschied man sich, einen neuen Schlachthof für Dresden zu errichten. Dazu musste ein vor Hochwasser gesichertes Gelände geschaffen werden, was mit erheblichen Aufschüttungen erreicht wurde. Die dabei eintretenden Veränderungen im Geländerelief zogen den Bau der Schlachthofbrücke nach sich. Die Planungen der Hochbauten für dieses gewaltige Projekt genehmigte der Rat am 11. April 1906. Die Schlachthofbaumaßnahmen erfolgten von 1906 bis 1910. Damit vollzog sich eine grundlegende Veränderung auf der „Ostrainsel“. Das ursprünglich als romantische Flussauenlandschaft wenig zugängliche Gebiet, in der Barockzeit mit zwei großen Baumalleen versehen, verlor nun endgültig diesen unberührten Charakter.
Am Alberthafen wurde 1914 die Dresdener Mühle eröffnet. Das Kammergut Ostra am südlichen Rand des Ostrageheges erlebte 1917 seine Auflösung. Damit endete die über mehrere Jahrhunderte anhaltende landwirtschaftliche Bewirtschaftung in Form eines ständigen Betriebes in diesem innerstädtischen Landschaftsraum. Die landwirtschaftliche Fläche wurde in Parzellen aufgeteilt und zum Kartoffelanbau an Vereine und Körperschaften verpachtet, heute befinden sich dort mehrere Kleingartenvereine. Seit 1919 nutzte der Dresdner Sportclub 1898 Anlagen und das neugebaute Heinz-Steyer-Stadion im Ostragehege. Daraus entwickelten sich ab 1954 und erneut 1989 die sportliche Aktivitäten des SC Einheit Dresden.
Eine 1937 unter Leitung von Stadtbaurat Paul Wolf vorgestellte Planung zu einem Sportforum mit Dimensionen wie die vom Berliner Olympiagelände wurde nicht umgesetzt. Beim späteren Ausbau der Sportanlagen wurde jedoch der östliche Abschnitt der Übigauer Allee abgeholzt. Zur repräsentativen Gestaltung des Übergangs der Innenstadt zum Kleinen Ostragehege plante die Stadt Dresden in den 1940er Jahren ein Kulturforum, das in einer Breite vom Elbufer bis zur Ostra-Allee einen großen Raum eingenommen hätte. Dazu hätten die Speicher- und Hafenanlagen komplett abgerissen werden müssen. Zur Ausführung dieser Pläne kam es nicht.
Im Rahmen der Kriegsereignisse war am Westrand des Großen Ostrageheges ein kleiner militärischer Hafen angelegt worden, der später wieder verfüllt wurde. Die Luftangriffe auf Dresden vom Februar 1945 verursachten auch einige Zerstörungen. Das DSC-Stadion (heute: Heinz-Steyer-Stadion) war ein Zielmarkierungspunkt für die Piloten. Bereits im Jahr 1945, nachdem die Kriegsereignisse Dresden stark zerstört hatten, diente der südliche Bereich vom Ostragehege als Deponie für die gewaltigen Schuttmassen in der Stadt. Eine Trümmerbahn führte den Schutt aus dem Stadtzentrum heran. Sie sind als begrünter Berg zwischen den Sportanlagen und der Magdeburger Straße noch heute erkennbar.
Auf der Grundlage des Aufbaugesetzes der DDR vom 6. September 1950 erfolgten umfangreiche Aktivitäten in den vom Krieg betroffenen Innenstädten. Für die Friedrichstadt und das Ostragehege war kein Bebauungsplan vorgesehen. Dadurch blieb dieses städtische Areal weitgehend unberührt. Allerdings verfielen in der angrenzenden Friedrichstadt viele Gebäude und Grundstücke.
Durch einen Aufstellungsbeschluss der Stadtverordnetenversammlung vom 20. September 1990 nahm das Stadtplanungsamt die Arbeit am Flächennutzungsplan von Dresden auf. In diesem Zusammenhang erkannte man die Notwendigkeit des Schutzes und der Aufwertung vom Großen Ostragehege. Diese Auffassung fand bereits 1993 in den öffentlich ausgelegten Flächennutzungsplanvorentwurf Eingang. Mit der Verlagerung des Schlachthofbetriebes erhöhte sich der stadtplanerische Handlungsbedarf zu Gunsten einer neuen stadträumlichen Konzeption. Aus den bisherigen planerischen Vorentwürfen zum Ostragehege entwickelte sich die Idee zur Bewerbung Dresdens für die IGA 2003. Die Ansprüche zu dieser Entwicklungsaufgabe waren so hoch, dass sich namhafte Architekten, wie beispielsweise Roland Ostertag im Vorfeld dafür einsetzten. In der Konsequenz wurde aus dem ursprünglich damit befassten Stadtplanungsamt eine eigene Planungsgruppe Ostragehege – IGA 2003 geschaffen, die unter der Leitung von Klaus Mutscher stand. Parallel gründete sich eine Bürgerinitiative in Form eines Fördervereins, die sich um die öffentliche Aufmerksamkeit zur Entwicklung dieses städtischen Landschaftsraumes mit den Nutzungsschwerpunkten Wohnen sowie Ausstellungs- und Kongreßzentrum im Großen Ostragehege einsetzte. Den Planungsarbeiten folgend, lobte die Stadt Dresden einen internationalen städtebaulich-landschaftspflegerischen Ideenwettbewerb Großes Ostragehege – IGA Dresden 2003 aus. Dieser Wettbewerb verlief vom 8. Februar bis 14. Juni 1995.
Die nicht getroffene IGA-Entscheidung innerhalb der Stadt führte jedoch im Dezember 1995 zur Absage des Veranstalters Zentralverband Gartenbau e. V. (ZVG) an den beabsichtigten Veranstaltungsort Dresden und beeinflusste damit den ursprünglichen Planungsrahmen. In der Folge entstand der städtebauliche Rahmenplan „Großes Ostragehege“, der westlich/nordwestlich der Innenstadt ein Gebiet von etwa 550 Hektar umfasste und am 29. Januar 1997 durch den Stadtrat bestätigt wurde. Ein Jahr später beschloss der Stadtrat den Bebauungsplan Nr. 78 „Schlachthofinsel“, in dessen Folge das am 17. September 1999 mit einem Festakt eröffnete neue Ausstellungszentrum entstand.
Im Landschaftsplanentwurf von 1997, die ökologische Grundlage zur Bauleitplanung in Dresden, stufte man die Elbwiesen und die Flutrinne im Ostragehege als besonders bedeutsam für den Biotop- und Artenschutz und als wichtiges stadtklimatisches Frischluftentstehungsgebiet ein. Zuvor erfolgte die Festlegung des nordwestlichen Areals zum Flächennaturdenkmal Glatthaferwiese im Ostragehege. Das Hafenbecken hat über seine wirtschaftliche Nutzung hinaus eine wichtige ökologische Funktion für die Überwinterung und als Laichgebiet von etwa 35 Fischarten der Elbe.

## Bebauung

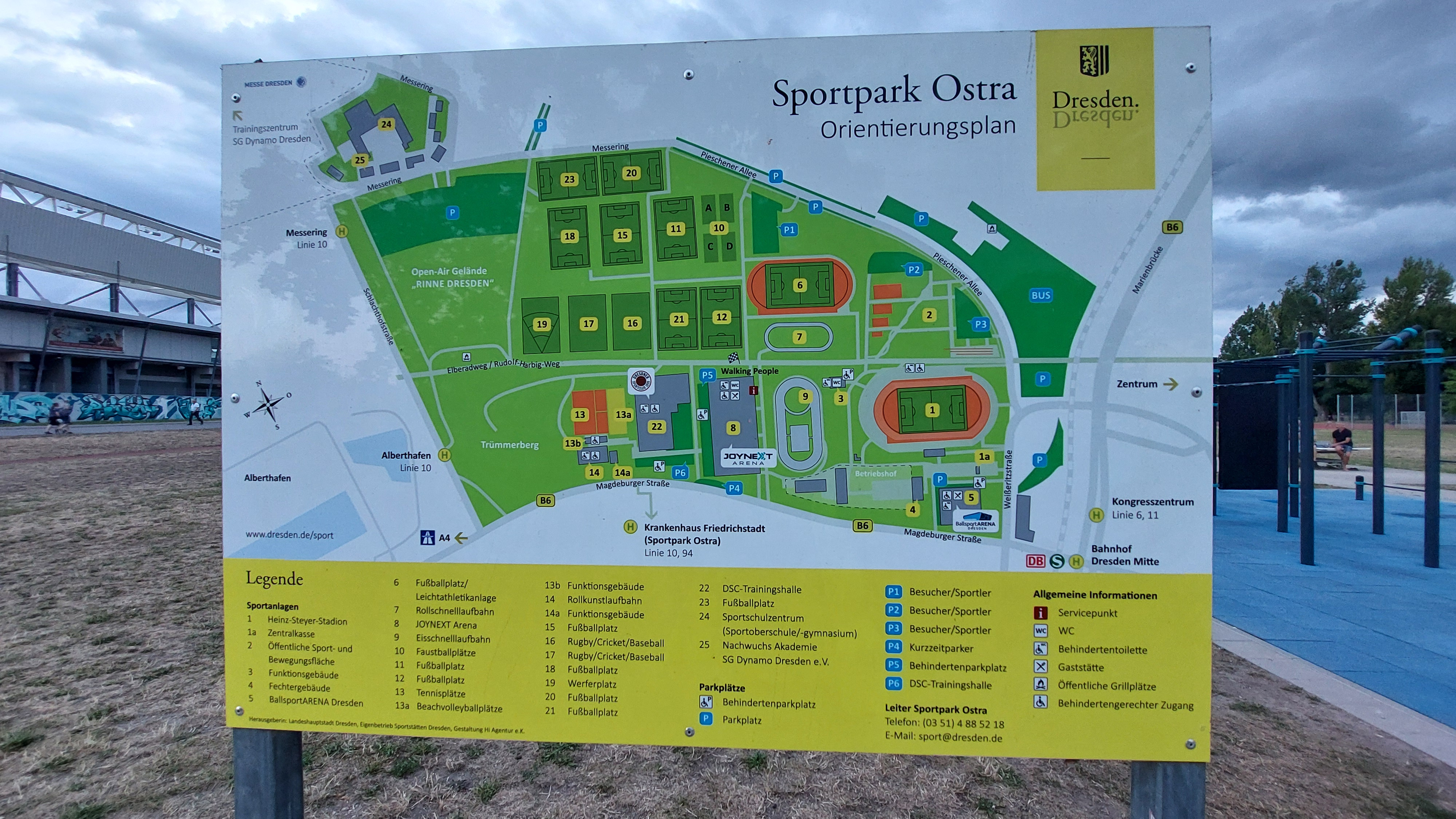
Überblick über den Sportpark Ostra

Erlwein ließ auf einem künstlich erschaffenen Umlaufberg den Neuen Schlachthof anlegen. Dieser wurde zuletzt zur Messe Dresden umgebaut. Um die Messeanlage beziehungsweise früher das Schlachthofgelände auch bei Hochwasser zu erreichen, wurde über der Flutrinne zwischen Umlaufberg und Friedrichstadt für den Straßenverkehr die Schlachthofbrücke gebaut. Weiter im Osten liegt ein großer Sportkomplex im Ostragehege. Wichtige Gebäude sind dabei das Heinz-Steyer-Stadion und die Eissporthalle. Das zweitgrößte Stadion der Stadt Dresden wird seit Oktober 2021 und planmäßig bis Herbst 2023 neugebaut und als Multifunktions-Sportstätte konzipiert. Größte Nutzer der Sportanlagen sind der Dresdner SC, die Dresdner Eislöwen und die Dresden Monarchs. Von März 1990 bis Herbst 1993 befand sich in der Nähe der Sportanlagen im Ostragehege der Standort des Musik Circus Sachsen, einem temporären Zeltbau, seinerzeit mit einem Fassungsvermögen von 4000 Personen die größte Diskothek der damaligen DDR.

## Ausstellungen

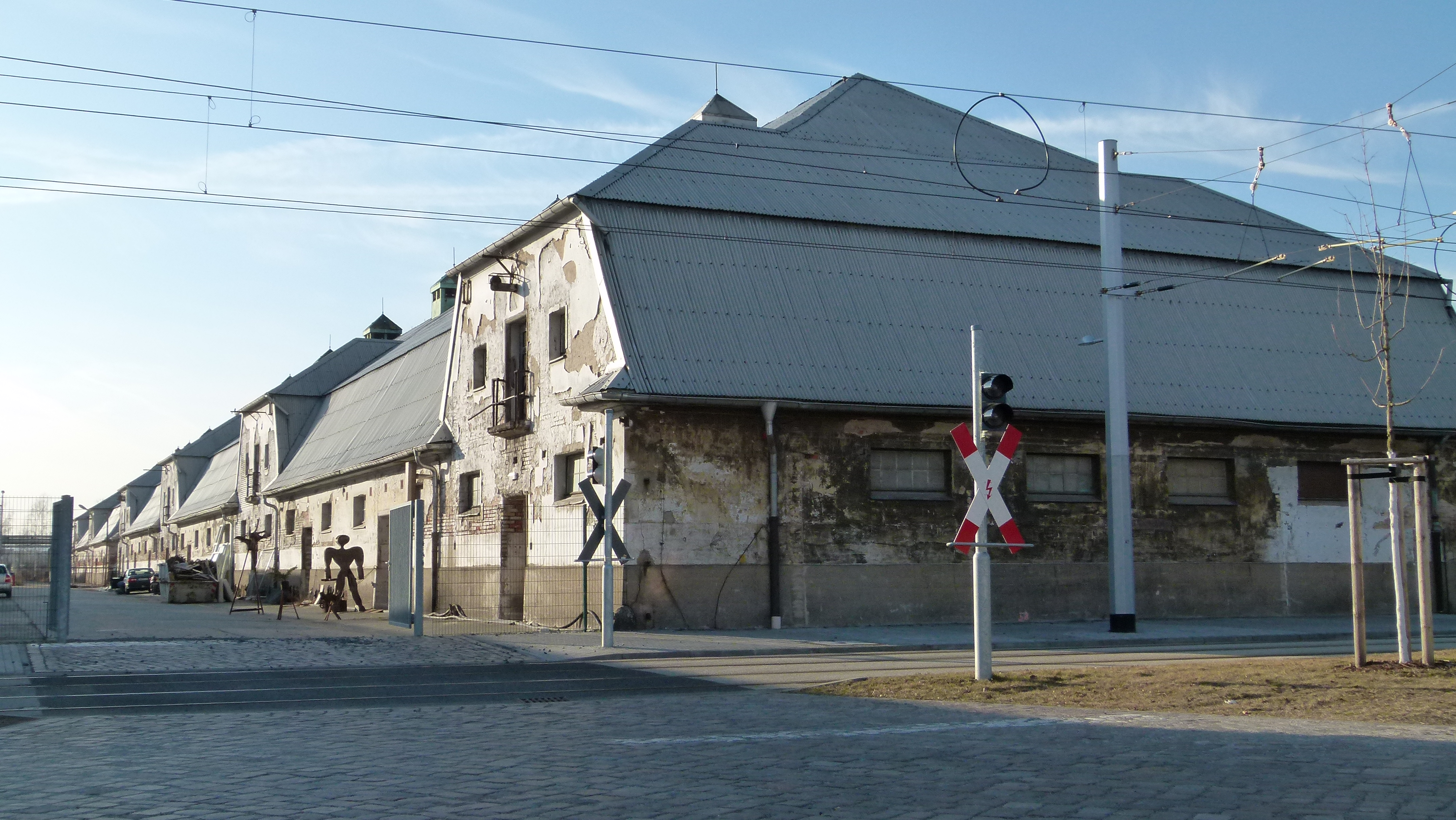
OSTRALE-Ausstellungsgebäude

Seit 2007 findet die OSTRALE – Internationale Ausstellung für zeitgenössische Künste auf dem Ostragehege statt. Im Jahr 2008 besuchten rund 8500 Zuschauer die über 100 verschiedenen Kunsträume auf einer Fläche von mehr als 7000 Quadratmetern. Mittlerweile ist die OSTRALE die drittgrößte Kunstausstellung in Deutschland und konnte 2014 19.000 Besucher verzeichnen.
Am 16. Februar 2012 machten die OSTRALE-Direktoren Andrea Hilger und Martin Müller bekannt, dass für die Futterställe auf dem historischen Schlachthofgelände an der Dresdner Messe ein zehnjähriger Mietvertrag abgeschlossen wurde. Dieser Gebäudekomplex diente bisher jährlich als Ausstellungsplatz für das Kunstfestival. Der Vertrag bestand zwischen der OSTRALE, dem Förderverein OSTRALE.freunde und dem Eigentümer DGI, Gesellschaft für Immobilienwirtschaft mbH Dresden. Die bisher maroden Gebäude sollten mittels Förderung mit mindestens 4,5 Millionen Euro saniert werden, damit in den Futterställen Ausstellungen und Aktionen das ganze Jahr über wechseln können. Es bestehen Kooperationen mit der Hochschule für Bildende Künste Dresden und dem Theater Junge Generation in Dresden. Seit 2019 findet die inzwischen als Biennale ausgerichtete Ostrale dezentral an verschiedenen Standorten statt.